# Julio Carrizosa Umaña
Julio Carrizosa Umaña (Bogotá, 30 de mayo de 1935) es un ambientalista, escritor, profesor e investigador colombiano. Sus áreas de investigación son la complejidad ambiental y las ciencias ambientales.

## Biografía
Julio Carrizosa Umaña nació en Bogotá, el 30 de mayo de 1935. Sus padres fueron Julio Carrizosa Valenzuela y María Umaña Bernal.  Reconocido por la defensa del pensamiento ambiental en la sociedad colombiana. Hizo sus estudios de enseñanza secundaria en el Gimnasio Moderno de Bogotá (1952), cursó estudios profesionales en Ingeniería Civil en la Universidad Nacional de Colombia (1959), para luego hacer una maestría en Administración Pública en la Universidad de Harvard (1967) y Economía en la Universidad de los Andes (1969). Su vida profesional ha estado estrechamente relacionada con el ambientalismo.
Carrizosa ha ocupado cargos como asesor de entidades nacionales e internacionales, entre esas Colciencias, BID, Naciones Unidas, OEA, Ministerio de Relaciones Exteriores, Ministerio de Obras Públicas y Transporte, Expedición Quinaxi, INDERENA, Instituto de la Comunidad Latinoamericana, Instituto Geográfico Agustín Codazzi - IGAC, y Catastro Nacional.
Dirigió el Instituto de Estudios Ambientales (IDEA) de la Universidad Nacional de Colombia (septiembre 1993 – noviembre 1998) y fue asesor de la rectoría de la Universidad de Ciencias Aplicadas y Ambientales (2004 – 2010). Fue Decano de la Facultad de ingeniería de la Universidad Jorge Tadeo Lozano (1971-1978), y Decano de la Facultad de Economía de la Universidad de América ( 1969-1971).
Es integrante de la Academia Colombiana de Ciencias Exactas, Físicas y Naturales (ACCEFYN), la Sociedad Colombiana de Ingenieros, la Sociedad Colombiana de Economistas y la Sociedad Geográfica de Colombia. Fue vicepresidente de la Sociedad Colombiana de Ecología, de la Sociedad Cartográfica de Colombia y de la Academia Colombiana de Ciencias Exactas, Físicas y Naturales. Miembro fundador de la maestría en Medio Ambiente y Desarrollo del Instituto de Estudios Ambientales (IDEA) de la Universidad Nacional de Colombia

### Formación académica
Adelantó estudios de secundaria en el Gimnasio Moderno de Bogotá, institución precursora de su vida académica e inmersión en la dimensión ambiental. La concepción arquitectónica del colegio, a través de zonas verdes, su jardín botánico, y su currículo académico con dos cursos de estudios ambientales (observación y asociación) fueron escenarios de contacto directo con la naturaleza que impulsaron su temprana conciencia ambiental. En estas asignaturas, las múltiples excursiones realizadas desde niño a los cerros orientales y, más adelante, a destinos por todo el país, se articulaban con discusiones frente a las realidades políticas y sociales de la época, lo que decantó en sus primeras reflexiones en torno al papel de la base natural y cultural que lo rodeaba. En sus propias palabras, esta institución 
cultivó en nosotros una disciplina de confianza, rescató siempre la importancia de la libertad humana, pero también la de los árboles y jardines. 
Se graduó como bachiller en 1952. Cursó estudios profesionales en la Facultad de Ingeniería de la Universidad Nacional de Colombia, en donde recibió el título de ingeniero Civil en 1959. Esta etapa estuvo atravesada por la aguda situación de orden público en el año 1954, momento en el que su padre, Julio Carrizosa Valenzuela, rector de la Universidad Nacional para ese momento, enfrentó acusaciones relacionadas con la muerte de 13 estudiantes universitarios como resultado de la marcha estudiantil del 9 de junio de ese año. Esta situación afectó su desempeño académico en la Facultad de Ingeniería, lo que lo llevó a la decisión de adelantar estudios en el Departamento de Filosofía y Letras. Allí se acercó al movimiento expresionista y fenomenológico de donde adoptó las ideas que resaltaban las vivencias y la experiencia subjetiva frente a la naturaleza. Su formación como ingeniero ratificó su interés por el ambiente y su complejidad.
Posteriormente realizó estudios de especialización en cartografía y fotogrametría en la Universidad Estatal de Ohio. Amplió su conocimiento con estudios de posgrado en economía en la Universidad de los Andes, y posteriormente en administración pública en la Universidad de Harvard. Finalmente, obtuvo el título de Master en Administración pública en 1967 y de Magíster en Economía en 1968.
En 2012 le fue conferido el título de doctorado honoris causa por una trayectoria de más de 50 años en la Universidad Nacional de Colombia. Esta distinción se otorgó por su trabajo como docente, investigador y profesional, además de su participación en ámbitos relevantes de la política pública y sus aportes frente a la crisis ambiental y cultural de la humanidad.

## Trayectoria profesional

### Instituto Geográfico Agustín Codazzi (IGAC)
Su vida profesional inicia en el Instituto Geográfico Agustín Codazzi. Durante el periodo de 1957 a 1959 se desempeñó como calculista de las estructuras geodésicas del país. En el año 1959 fue nombrado ingeniero de la División de Fotogrametría, donde se encargó de la sección de cartografía y aprendió a realizar planos a partir de fotografías aéreas.

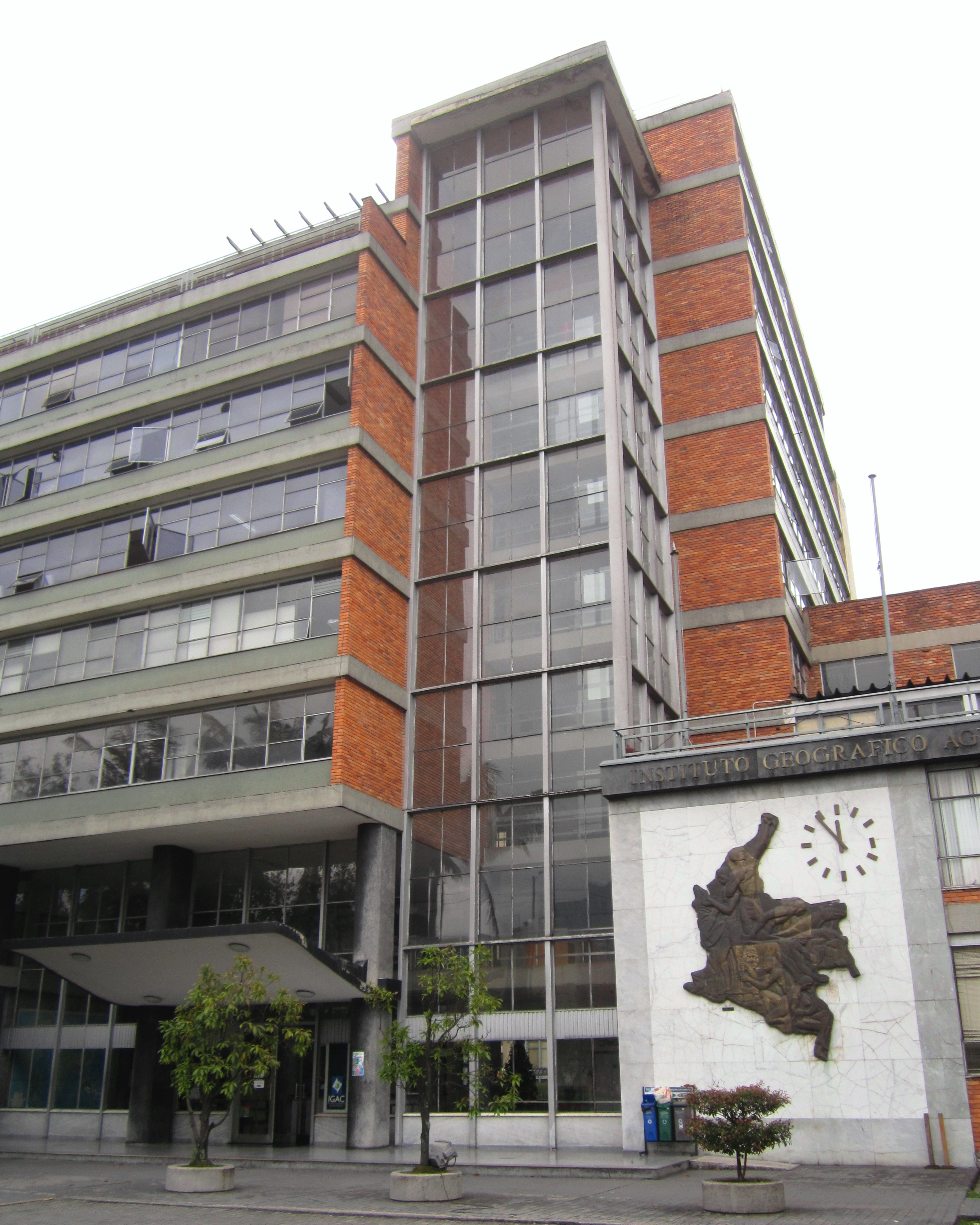
Instituto Geográfico Agustín Codazzi

En el año 1961, fue nombrado Director de la Carta General, sección del IGAC que maneja los planos generales del país. Allí se realizaron los primeros mapas a escala 1/25.000 y 1/6.000, junto con los primeros mapas de la Guajira. En el año 1967, fue nombrado Director Nacional de Catastro (1967-1969), y estuvo al frente de la dirección que realizó el catastro de más de dos millones de predios en Cundinamarca, Valle del Cauca y Santander.
La vinculación con el IGAC finaliza tras su nombramiento como Director del Instituto (1969-1973). En el transcurso de este periodo se realiza la vinculación de la cineasta Gabriela Samper como directora de relaciones públicas quien orienta el paso de la visión del Instituto hacia el relacionamiento con el pensamiento ambiental. Allí inicia la reunión de diferentes personas entre ellas el ecólogo Enrique Pérez Arbeláez, profesionales en arquitectura, biología, ingeniería civil y forestal, con el fin de introducir el pensamiento ambiental en el país. Adicionalmente, entre sus aportes se encuentran la elaboración de la historia analítica del Instituto Geográfico Agustín Codazzi (IGAC) y la metodología para una geografía económica, el análisis del desarrollo científico en relación con los problemas nacionales y el atlas de la ciencia en Colombia.

### Relación con Enrique Pérez Arbeláez y el Jardín Botánico de Bogotá

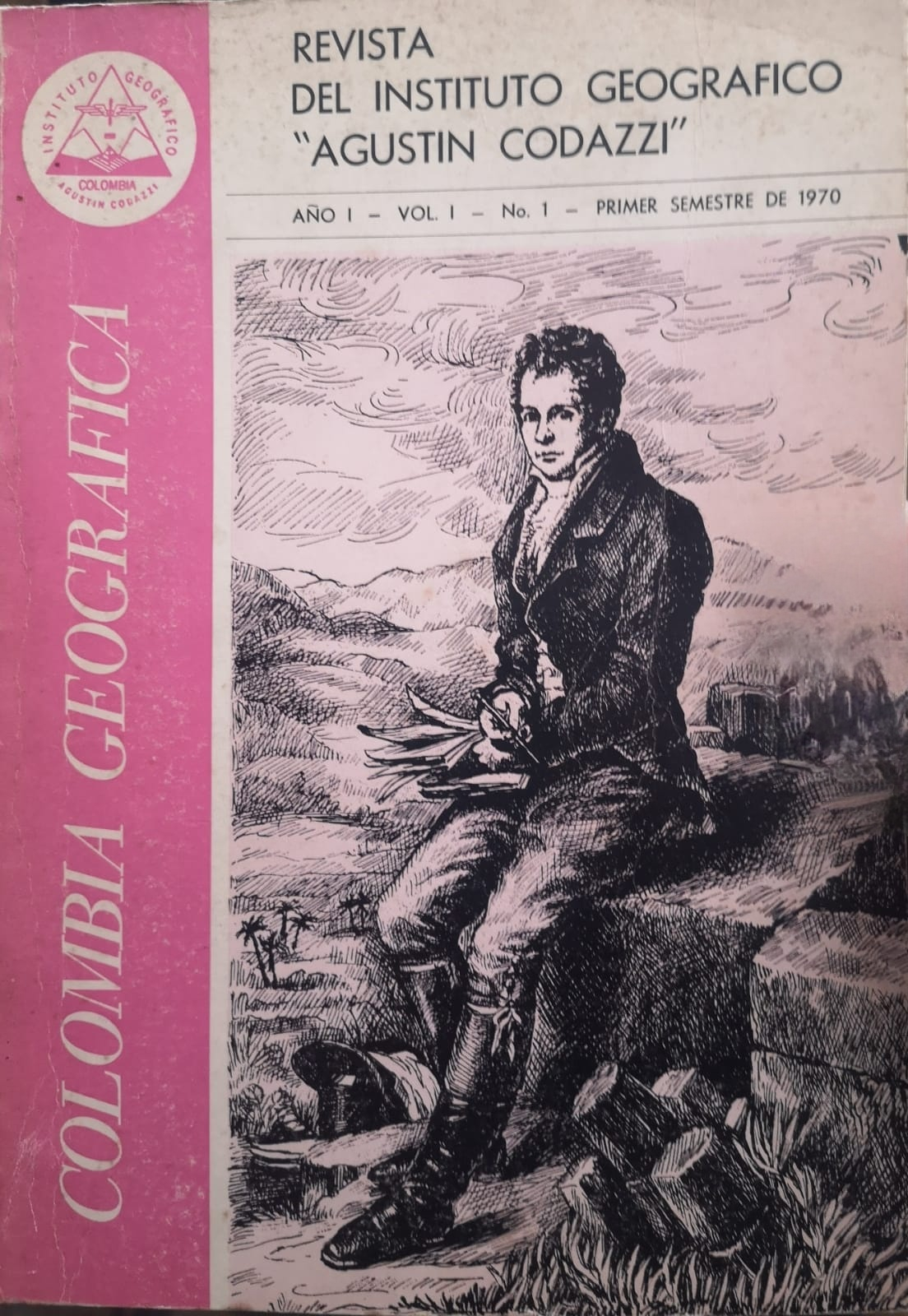
Portada del primer número de la revista Colombia Geográfica editada por Julio Carrizosa como director del IGAC

Desde su entrada al IGAC, empezó a conocer y acercarse de manera progresiva a la figura de Enrique Pérez Arbeláez, fundador del Jardín Botánico de Bogotá y quien influyó en la visión sobre el pensamiento ambiental complejo que se desarrollaría posteriormente.
Enrique Pérez Arbeláez se desempeñaba como jefe del Departamento de Investigaciones Geoeconómicas en donde impulsó el estudio de los recursos naturales de Colombia con base en el sistema de zonas de vida de Holdridge que se constituía en el primer mapa ecológico del país. Ese diálogo entre agrología y ecología, llamó la atención de Julio Carrizosa, interesado en los estudios que publicaba Enrique Pérez Arbeláez y por el estudio interdisciplinario de la ecología que maduró durante su estancia y formación en Estados Unidos.
Una vez nombrado director general del IGAC en 1969, la relación con Enrique Pérez se fortaleció a través de iniciativas como el cambio del arbolado de Bogotá, la creación de la revista Colombia Geográfica y la participación en la Sociedad Colombiana de Ecología.
Su trabajo mancomunado para la transformación de la arbolización en la ciudad de Bogotá, implicó la sustitución de la siembra de pinos, eucaliptos y acacias, por especies como cedros, nogales y caucho sabanero, cuyas semillas empezaban a ser propagadas por Enrique Pérez, en el jardín botánico. Buscaron a su vez influenciar a los clubes de jardínería que se habían constituido ya en distintas ciudades, a través de las primeras ferias de árboles nativos y propaganda respecto a los beneficios de la siembra de estas especies nativas.

### Instituto Nacional de los Recursos Naturales Renovables y del Ambiente (INDERENA)
En el año 1973, ocupó el cargo de gerente general del INDERENA, instituto creado por Carlos Lleras Restrepo para definir políticas sobre los recursos naturales del país. Su nombramiento fue otorgado por el presidente Misael Pastrana, en el momento en que Carrizosa ya había comenzado a tratar el tema ecológico, conformando un grupo de biólogos, arquitectos, políticos, con los que analizaba la situación del país. Pastrana consideraba que Carrizosa podría resolver los problemas del INDERENA, generados especialmente por los enfrentamientos entre desarrollistas y conservacionistas que no llegaban a un consenso en temas asociados a la cacería y exportación de especies animales.
Permaneció por cinco años, hasta que inició el gobierno de Julio César Turbay en el año de 1978. Durante estos años conformó un grupo multidisciplinario con el que organizó la primera reunión ambiental en Colombia sobre ecología y urbanismo, de donde surgió la idea de hacer el Código Nacional de Recursos Naturales Renovables y de Protección al Medio Ambiente, aprobado en 1974. 
A partir de la aprobación de este código y durante el periodo presidencial de López Michelsen, se incrementó el interés por los temas ambientales, llegando a permear diferentes disciplinas e impulsando la creación de 17 Parques Nacionales Naturales, la asociación de pescadores artesanales y la entrega de una reserva de bosque del pacífico a los denominados "corteros", jóvenes campesinos de esa región, con el fin de que la reforestaran en contraparte por el aprovechamiento de la madera que vendían a las constructoras.

### Instituto de Estudios Ambientales (IDEA)

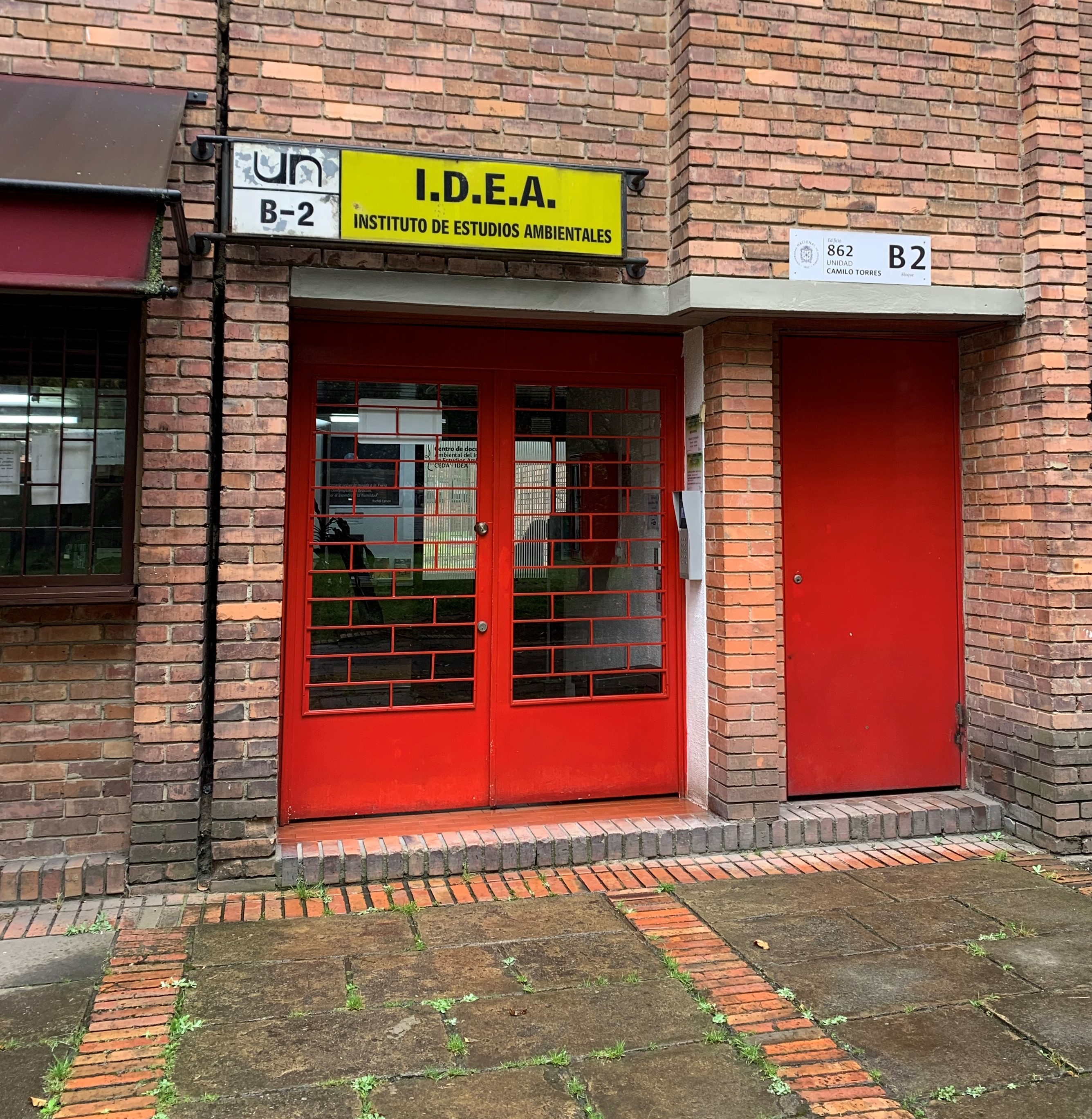
Instituto de Estudios Ambientales (IDEA) - Sede Bogotá / UNAL

En el año 1993 se presentó al concurso de la Universidad Nacional para aspirar al cargo de Director del Instituto de Estudios Ambientales. Esto, en el marco del deterioro de la salud del profesor Augusto Ángel Maya, anterior director del IDEA, quien tuvo que regresar a Manizales abandonando su cargo. Debido a la trayectoria demostrada en la promoción del pensamiento ambiental a lo largo de su carrera profesional, ostentó el cargo de director del IDEA durante el periodo de 1993 a 1998. 
En este espacio interdisciplinar, en el que Augusto Ángel Maya había incorporado la discusión del concepto de ambiente, nació la propuesta de crear un curso de magísteres denominado Maestría en Medio Ambiente y Desarrollo, como alternativa para promover la visión del pensamiento ambiental de Augusto Ángel Maya y el profesor Ernesto Guhl Nannetti en la sociedad.
Una vez finalizada su etapa como director del IDEA, del año 1998 al 2000 fue vinculado como profesor asociado del mismo instituto y como profesor titular hasta el 2004, año en el cual se pensionó.
Su paso por la Universidad Nacional de Colombia como estudiante, su posterior llegada como director al IDEA y su vinculación como docente, le permitió pasar más de la mitad de su vida en el campus, convirtiéndolo en su segundo hogar. Durante su paso por la dirección del IDEA y mediante la creación del comité de ecología universitaria sembraron especies nativas como nogales y cedros, en jardines del campus de la UNAL.

### Relación con otras entidades
- 1961-1963. Docente de fotogrametría de la Universidad Distrital Francisco José de Caldas.

- 1968-1969. Docente de evaluación de proyectos en la Universidad de los Andes.
- 1969-1971. Decano de la Facultad de Economía de la Universidad de América.
- 1971-1973. Miembro numerario de la Sociedad Colombiana de Ingenieros y miembro numerario del Consejo Directivo de la Sociedad Colombiana de Economistas.
- 1971-1978. Director ejecutivo del Instituto de la Comunidad Latinoamericana y Decano de la Facultad de Ingeniería de la Universidad Jorge Tadeo Lozano.
- 1973-1976. Miembro honorario de la Sociedad Cartográfica de Colombia, de la Asociación de Investigadores Pesqueros y de la Asociación Colombiana de Ingenieros Geógrafos, Presidente del Comité del Medio Ambiente del Instituto Panamericano de Geografía e Historia y miembro del Instituto Ecuatoriano de Recursos Naturales.
- 1978. Miembro numerario de la Sociedad Geográfica de Colombia y Vicepresidente de la Sociedad Colombiana de Ecología.
- 1978-1993. Asesor de entidades nacionales e internacionales, entre las cuales se cuentan Colciencias, la CEPAL, el BID y la OEA.
- 2014. Miembro Honorario de la Academia Colombiana de Ciencias Exactas, Físicas y Naturales.[2][21]

## Legado y obra

### El ambientalismo complejo
La visión ambiental de Julio Carrizosa Umaña se fundamenta en una comprensión profunda y holística de los problemas ambientales, considerándolos como entidades complejas y multifacéticas que requieren soluciones sistémicas. Enfatiza la importancia de reconocer las interconexiones y relaciones entre los componentes de un sistema ambiental. Esta visión también destaca una comprensión multicausal de los problemas, reconociendo la interacción de múltiples factores y procesos. Asimismo, resalta la perspectiva diacrónica, comprendiendo los problemas ambientales a lo largo del tiempo y su evolución histórica.
Este enfoque implica una gestión ambiental participativa y democrática, involucrando a las comunidades locales y otros actores relevantes en la toma de decisiones. Los aspectos clave del ambientalismo complejo son: 
1. Reconocimiento de la complejidad: los problemas ambientales son complejos y multifacéticos. No se pueden abordar de manera aislada, sino que requieren una comprensión integral de los sistemas naturales y sociales.
2. Enfoque sistémico: se enfatiza en la importancia de abordar los problemas ambientales de manera sistémica. Esto implica reconocer las interconexiones y relaciones entre los diferentes componentes de un sistema ambiental. Se busca comprender cómo los cambios en un aspecto pueden tener efectos en otros aspectos del sistema.
3. Comprensión multicausal: La visión ambiental compleja reconoce que los problemas ambientales son el resultado de múltiples factores y procesos que interactúan entre sí. Así, se busca identificar y comprender las diferentes causas y factores que contribuyen a los problemas ambientales, incluyendo aspectos sociales, económicos, políticos y culturales.
4. Perspectiva diacrónica: Se considera esencial tener una perspectiva histórica y temporal en la comprensión de los problemas ambientales. Esto implica analizar cómo han evolucionado a lo largo del tiempo y cómo las acciones pasadas han influido en la situación actual. También se busca proyectar hacia el futuro y comprender las implicaciones a largo plazo de las decisiones y acciones actuales.
5. Gestión ambiental participativa: La visión ambiental compleja destaca la relevancia de desarrollar una gestión ambiental participativa y democrática. Esto implica involucrar a las comunidades locales y a otros actores relevantes en la toma de decisiones y en la implementación de medidas para abordar los problemas ambientales.

## Premios y reconocimientos

#### Premios
- Premio al mejor ejecutivo del año, Cámara Junior de Colombia, 1981
- Distinción Nacional del Medio Ambiente, 1999
- Oficial de la Orden Nacional al Mérito, 2004
- Premio al Colombiano Ejemplar, 2005
- Premio Nacional al Mérito Científico en la Categoría de Vida y Obra, Asociación Colombiana para el Avance de la Ciencia, 2010
- Orden Civil al Mérito “José Acevedo y Gómez en el Grado de Gran Cruz, Concejo de Bogotá, 2012
- Medalla Agustín Codazzi del Instituto Geográfico Agustín Codazzi

#### Doctoradohonoris causa
En septiembre de 2012, el Consejo Superior Universitario de la Universidad Nacional de Colombia entregó el título de doctor honoris causa a Jorge Velosa, Emilio Yunis, Julio Carrizosa y Dicken Castro, cada uno por sus contribuciones a la cultura, la genética, la ingeniería y la arquitectura, respectivamente. Esta distinción es un reconocimiento a los aportes significativos que estos profesionales han realizado en sus respectivos campos y su impacto positivo en la sociedad.
De acuerdo a la Resolución 128 del Consejo Superior Universitario, la distinción al Profesor Julio Carrizosa es otorgada por "la excelencia en su labor de docencia e investigación, su desempeño como servidor público en altos cargos del orden nacional, el desarrollo e implementación de políticas públicas, entre estas el Código Nacional de Recursos Naturales, una política pública pionera a nivel mundial, y la dirección del Instituto de Estudios Ambientales IDEA de la Universidad Nacional de Colombia".

#### Membresías honorarias
El Profesor Carrizosa ha sido distinguido con diversos reconocimientos y designaciones en su carrera. Fue miembro numerario de la Sociedad Colombiana de Ingenieros y del Consejo Directivo de la Sociedad Colombiana de Economistas entre 1971 y 1973. También ha sido miembro numerario de la Sociedad Geográfica de Colombia y vicepresidente de la Sociedad Colombiana de Ecología en 1978. Además, recibió el título de miembro honorario de la Sociedad Cartográfica de Colombia, de la Asociación de Investigadores Pesqueros, y la Asociación Colombiana de Ingenieros Geógrafos. Durante su carrera, ocupó el cargo de presidente del Comité del Medio Ambiente del Instituto Panamericano de Geografía e Historia entre 1973 y 1976, y fue miembro correspondiente del Instituto Ecuatoriano de Recursos Naturales. También fue elegido Miembro Honorario de la Academia Colombiana de Ciencias Exactas, Físicas y Naturales el 7 de julio de 2014.

#### Lepanthes carrizosana

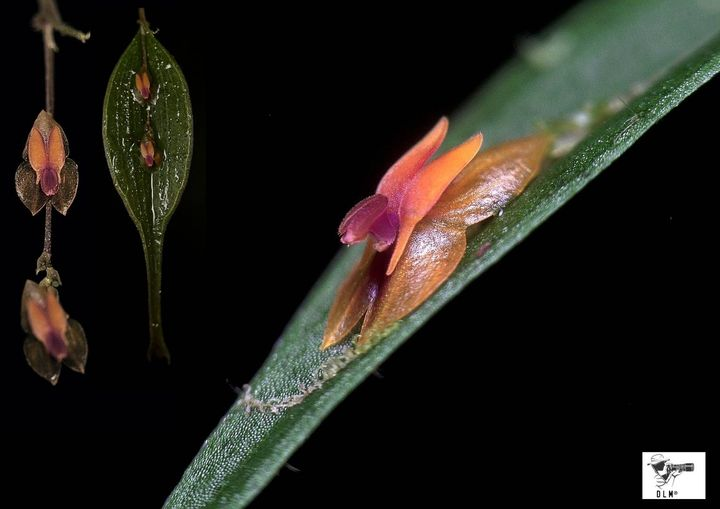
Orquídea Lepanthes carrizosana. Lleva el nombre en homenaje a Julio carrizosa Umaña

La Lepanthes carrizosana es una especie de orquídea descubierta en 2022 en los Farallones de Cali, en el suroccidente de Colombia, con una flor pequeña y distintiva, nombrada en homenaje a la vida y obra del Profesor Julio Carrizosa Umaña.
Lepanthes carrizosana es una especie de orquídea perteneciente al género Lepanthes, que se encuentra en la subtribu Pleurothallidinae de la familia Orchidaceae, de tamaño mediano, con flores pequeñas que se encuentran en un racimo congestionado sobre las hojas. Las hojas son delgadas, coriáceas, ovadas, largamente acuminadas, con el ápice emarginado y un apículo abaxial en el centro. Sus pétalos, que son su característica más llamativa, tienen un lóbulo superior oblongo-ovado, mucho más largo que el pequeño lóbulo inferior triangular.

#### Cátedra de Ingeniería Sustentable Julio Carrizosa Umaña. Cultura para la Sustentabilidad
La Facultad de Ingeniería de la Universidad Nacional de Colombia, https://ingenieria.bogota.unal.edu.co/es/, creó en 2020 la Cátedra Pinsus Julio Carrizosa Umaña para divulgar su obra y buscar que los estudiantes de todos los programas académicos de la Universidad Nacional de Colombia e incluso de otras universidades de Iberoamérica pudieran estudiar la complejidad de la sustentabilidad guiados por la vida y obra del maestro Carrizosa. La Cátedra Es un espacio para promover en los futuros profesionales una formación en pensamiento complejo y crítico orientado a enfrentar el futuro social, ambiental y productivo de nuestro planeta, sin hacer distinciones en los ejercicios profesionales o áreas del conocimiento. Se crea como una respuesta a la crisis climática y se posiciona como una Cátedra Latinoamericana de Pensamiento Ambiental y Crisis Climática, con el respaldo de Klimaforum Latinamerican Network (KLN) https://www.laredkln.org/.
```
https://www.youtube.com/channel/UCcGBuNrp3srFTIoIwjBEf8A/featured
```

https://www.youtube.com/channel/UCcGBuNrp3srFTIoIwjBEf8A/featured

## Publicaciones

### Libros
- Carrizosa Umaña, Julio (1980). Preservación de la sabana de Bogotá: recomendaciones. Bogotá: Sociedad Colombiana de Arquitectos.
- Carrizosa Umaña, Julio (1982). Planificación del medio ambiente. Madrid: CIFCA.
- Carrizosa Umaña, Julio (1983). Recursos de hoy, bienestar de mañana. Bogotá: Banco de la República.
- Carrizosa Umaña, Julio (1983). Racionalidad ecológica y racionalidad económica en la planificación del uso de los recursos naturales. En: XV Congreso Interamericano de Planificación, Bogotá, julio-noviembre.
- Carrizosa Umaña, Julio (1988). La dimensión ambiental en la planificación del desarrollo de la Sabana de Bogotá [capítulo]. En: CEPAL-ILPES-PNUMA (eds.), La dimensión ambiental en la planificación del desarrollo (vol. 2, pp. 11-78), Buenos Aires: Grupo Editor Latinoamericano, ISBN 950-694-009-6.
- Carrizosa Umaña, Julio (1990). Medio ambiente y desarrollo social: aportes de los países del convenio Andrés Bello. Bogotá: Fundación Konrad Adenauer y Convenio Andrés Bello. ISBN 958-920-61-07.
- Carrizosa Umaña, Julio (2001). ¿Qué es ambientalismo? Respuestas desde una visión ambiental compleja. Programa de las Naciones Unidas para el Medio Ambiente -PNUMA-, Instituto de Estudios Ambientales -IDEA- y Centro de Estudios de la Realidad Colombiana -CEREC-. ISBN 9588101050.
- Carrizosa Umaña, Julio (2003). Colombia: de lo imaginario a lo complejo. Reflexiones y notas sobre ambiente, desarrollo y paz, Serie Ideas no. 3, Bogotá: Instituto de Estudios Ambientales -IDEA-, Universidad Nacional de Colombia. ISBN 9587012925
- Carrizosa Umaña, Julio (2006). Desequilibrios territoriales y sostenibilidad local: conceptos, metodologías y realidades. Bogotá: Instituto de Estudios Ambientales -IDEA-, Universidad Nacional de Colombia. ISBN 958-701-599-1.
- Carrizosa Umaña, Julio (2007). La universidad colombiana y las políticas para el desarrollo sostenible [ponencia]. En: Universidad Veracruzana, Segundo Simposio Veracruzano de Otoño 2007.
- Carrizosa Umaña, Julio (2007). La sabana de Bogotá y los ecosistemas relacionados en el 2007. Foro Nacional Ambiental – Documentos de Políticas Públicas, no. 19, pp. 1-10.
- Carrizosa Umaña, Julio (2008). Instituciones y ambiente [prólogo]. En: Rodríguez Becerra, Manuel (editor), Gobernabilidad, instituciones y medio ambiente en Colombia (pp. 1-64), Foro Nacional Ambiental, ISBN 978-958-8101-35-4.
- Carrizosa Umaña, Julio (2018). Bogotá desde el pensamiento complejo [capítulo 3]. En: Guhl Nannetti, Ernesto; Guzmán Hennessey, Manuel; Carrizosa Umaña, Julio; y Pacheco, Margarita (eds.), La construcción del territorio sostenible. Un asunto complejo (pp. 97-113), Sociedad de Mejoras y Ornato de Bogotá, ISBN 978-958-56213-4-3.
- Carrizosa Umaña, Julio (2018). Veinte años difíciles, 1994-2014 [presentación]. En: Guhl Nannetti, Ernesto & Leyva, Pablo, La gestión ambiental en Colombia, 1994-2014: ¿un esfuerzo insostenible? (pp. 15-21), Friedrich-Ebert-Stiftung en Colombia -Fescol- y Foro Nacional Ambiental, ISBN 978-958-8677-26-2.
- Carrizosa Umaña, Julio (2023). Afrontar la totalidad. Fundamentos para un ambientalismo complejo. Instituto de Estudios Ambientales -IDEA-y Editorial Universidad Nacional. ISBN 978-958-505-328-1. Consultado el 27 de julio de 2023.[5]